# Amis mais pas trop
Amis mais pas trop est le sixième épisode de la vingt-huitième saison de la série télévisée Les Simpson et le 602e épisode de la série. Il est sorti en première sur le réseau Fox le 6 novembre 2016.

## Synopsis
Les élèves de l'école élémentaire de Springfield finissent tous à l'hôpital après un match de football américain à cause d'un épais brouillard dû à des fumigènes lancés sur le stade.  Jugeant ce sport trop brutal, les habitants de la ville assistent à une réunion à la Mairie de Springfield pour trouver une activité sportive plus adaptée aux enfants. Homer soutient alors une suggestion de Kirk Van Houten qui remporte vite l'adhésion de toute l'assistance : la crosse. Enthousiaste, Kirk accepte de devenir le coach de la nouvelle équipe junior de crosse de Springfield à la condition que Homer devienne son adjoint. 
Lorsque l'équipe remporte son premier match, Homer apprend que Kirk était un très grand joueur de crosse dans sa jeunesse, mais qu'il a dû abandonner à cause d'une blessure. Convaincu d'avoir trouvé en Homer un véritable ami, Kirk devient rapidement envahissant alors que Homer, embarrassé, prend de plus en plus ses distances, au risque de compromettre l'avenir de l'équipe, qui remporte victoire sur victoire...